# Pornographie en Corée du Nord
 (avril 2025).
Si vous disposez d'ouvrages ou d'articles de référence ou si vous connaissez des sites web de qualité traitant du thème abordé ici, merci de compléter l'article en donnant les références utiles à sa vérifiabilité et en les liant à la section « Notes et références ».

Carte montrant les différentes lois sur la pornographie du monde.
Autorisé
Partiellement autorisé
Illégal
Données non disponibles

La pornographie en Corée du Nord est strictement interdite. La possession, la production, la distribution et l'import de pornographie sont sévèrement punies par le gouvernement. Cependant, cette dernière est tout de même répandue en raison de la production et de l'importation illégale.
Sa possession est devenue populaire parmi les élites à la fin des années 1990, durant le règne de Kim Jong-il à la tête du pays. Les hauts responsables politiques et militaires étaient les consommateurs les plus actifs. Aujourd'hui, la pornographie est vendue ouvertement à la frontière entre la Chine et la Corée du Nord malgré les tentatives du gouvernement pour limiter sa circulation. La majeure partie du contenu consommé en Corée du Nord est produite à l'étranger, une partie importante étant constituée d'enregistrements clandestins chinois. Les films pornographiques produits localement impliquent généralement des femmes nues ou légèrement vêtues qui dansent sur de la musique.[source insuffisante]

## Habitudes
La sexualité est taboue dans la culture nord-coréenne conservatrice. Certains transfuges ayant fui le régime Nord-Coréen, affirment que le manque d'éducation sexuelle dans le pays conduit à ce que les jeunes apprennent le sexe par le biais de la pornographie, et, que les adultes regardent moins de pornographie que les jeunes. Montrer un intérêt pour la pornographie peut assujettir une personne au réseau de surveillance de masse du pays.
Les magazines et films pornographiques vendus sur les marchés noirs sont distribués sous forme de CD appelés « Sex-R » (pour « sex CD-R ») et sont classés par qualité vidéo, qui est généralement médiocre étant donné que la plupart de ces productions sont des enregistrements contrefaits en provenance de Chine. Les marchés et les modes de distribution continuent de se développer. La vente non autorisée de pornographie a lieu, par exemple, au marché Tongil de Pyongyang. À la frontière entre la Chine et la Corée du Nord, la pornographie est commercialisée librement. L'exposition à la pornographie chinoise a également augmenté le nombre d'avortements.
Par le passé, certaines vidéos pornographiques étaient réalisées en Corée du Nord. Ces vidéos ont commencé à apparaître sous le règne de Kim Jong-il, qui aurait eu une importante collection de films pornographiques. Les titres nationaux étaient généralement immédiatement saisis par les autorités. Un film pornographique produit en Corée du Nord, The Secret Story of the Republic, a cependant été importé illégalement au Japon et traduit en japonais par des transfuges nord-coréens. Le film, mettant en scène des responsables du Parti des travailleurs de Corée violant des femmes, a été vendu au Japon, où il était accompagné d'une clause de non-responsabilité : « Pas à des fins de divertissement. Distribué pour la recherche ». La Corée du Nord a également exporté de la pornographie dans le but d'obtenir des devises fortes.
La consommation de pornographie s'est généralisée parmi les élites du pays à la fin des années 1990. La pratique s'est ensuite étendue à d'autres classes sociales. Les œuvres pornographiques nationales représentent généralement des femmes nord-coréennes nues ou peu vêtues dansant sur un fond musical.
En 2000, le Comité central coréen de la radiodiffusion a également publié une vidéo pornographique destinée aux fonctionnaires. La pornographie importée a aujourd'hui largement remplacé la pornographie domestique. Les élites politiques et militaires sont les consommateurs les plus actifs de pornographie.
En 2007, la location d'un CD pendant une heure coûtait 2 000 Wons nord-coréen, les principaux consommateurs étant les adolescents collégiens. En 1995, un film pornographique pouvait se vendre jusqu'à 80 dollars. Ces dernières années, les prix ont chuté de façon spectaculaire en raison de l'augmentation de l'offre. Un passeur chinois affirme qu'il distribue régulièrement de la pornographie gratuitement aux clients qui achètent des dramas Corréens piratés.
Les films pornographiques sud-coréens sont généralement introduits en contrebande dans le pays. Des ballons de propagande envoyés de Corée du Sud vers le Nord ont parfois permis d'importer du matériel pornographique dans l'objectif d'attirer les soldats nord-coréens. Henry A. Crumpton, un vétéran de la direction des opérations de la Central Intelligence Agency (CIA), explique qu'il n'a « jamais rencontré de diplomate nord-coréen qui ne voulait pas de porno, que ce soit pour un usage personnel ou pour la revente ».

## Législation
D'après le droit pénal de Corée du Nord :

« Est puni des travaux forcés de moins de deux ans quiconque, sans autorisation, importe, fabrique, distribue ou détient illégalement de la musique, de la danse, des dessins, des photos, des livres, des enregistrements vidéo ou des supports électroniques reflétant des contenus décadents, charnels ou immondes. Dans les cas où la personne commet cette infraction grave, elle sera punie d'une peine de travaux forcés de moins de cinq ans.
Dans les cas où une telle personne importe, conserve ou distribue des enregistrements vidéo à caractère sexuel, la peine de travaux forcés sera supérieure à cinq ans et inférieure à dix ans. »

— Citizens' Alliance for North Korea Human Rights, The Criminal Law of the Democratic People's Republic of Korea (Chapitre 6, Article 193)
La loi pénale précise également que la simple visualisation de ce type de contenu est illégal :

« Quiconque regarde ou écoute, de la musique, de la danse, des dessins, des photos, des livres, des enregistrements vidéo ou des médias électroniques qui reflètent des contenus décadents, charnels ou immondes ou qui accomplit elle-même de tels actes sera punie d'une peine de travaux forcés de moins de deux ans.
Dans les cas où cette personne commet cette infraction grave, elle sera punie d'une peine de travaux forcés de moins de cinq ans. »

— Citizens' Alliance for North Korea Human Rights, The Criminal Law of the Democratic People's Republic of Korea (Chapitre 6, Article 194)
Le ministère de la sécurité d'État est chargé de surveiller les importations illégales de matériel pornographique. L'implication dans cette activité est passible de la peine de mort ou d'une peine de 10 à 15 ans dans un kyohwaso (de) (camp d'internement). Les exécutions de plusieurs personnes accusées de regarder ou de diffuser de la pornographie ont eu lieu fin 2013. L'accès aux sites Web pour adultes est bloqué depuis le pays, mais dans le passé, des téléchargements de matériel pornographique via BitTorrent ont été détectés, probablement liés à des étrangers résidant à Pyongyang. De même, certains Nord-Coréens vivant près de la frontière avec la Chine utilisent des téléphones mobiles équipés de cartes SIM chinoises pour accéder aux sites pornographiques chinois.
Lors de l'exécution de l'oncle de Kim Jong-un, Jang Song-thaek, en 2013, la distribution de matériel pornographie a été retenue parmi ses crimes.
La Corée du Nord a ratifié le Protocole facultatif sur la vente d'enfants, la prostitution des enfants et la pornographie lors de la Convention relative aux droits de l'enfant, mais n'a promulgué aucune législation spécifique à la pédopornographie.

### Ouvrages
- (fi) Jouni Hokkanen, Pohjois-Korea Siperiasta itään, Helsinki, Helsingfors : Celia - Biblioteket för synskadade, 29 janvier 2014, 294 p. (ISBN 9789510399460, OCLC 942386050, présentation en ligne)